# Mustelirallus
Genre
Mustelirallus est un genre d'oiseaux de la famille des Rallidae.

## Liste d'espèces
Selon la classification de référence du Congrès ornithologique international (version 14.1, 2024) :
- Mustelirallus colombiana Bangs, 1898 – Râle de Colombie
- Mustelirallus erythrops (P.L. Sclater, 1867) – Râle à bec peint
- Mustelirallus albicollis (Vieillot, 1819) – Marouette plombée
- Mustelirallus cerverai (Barbour & Peters, JL, 1927) – Râle de Zapata